# 여자대학

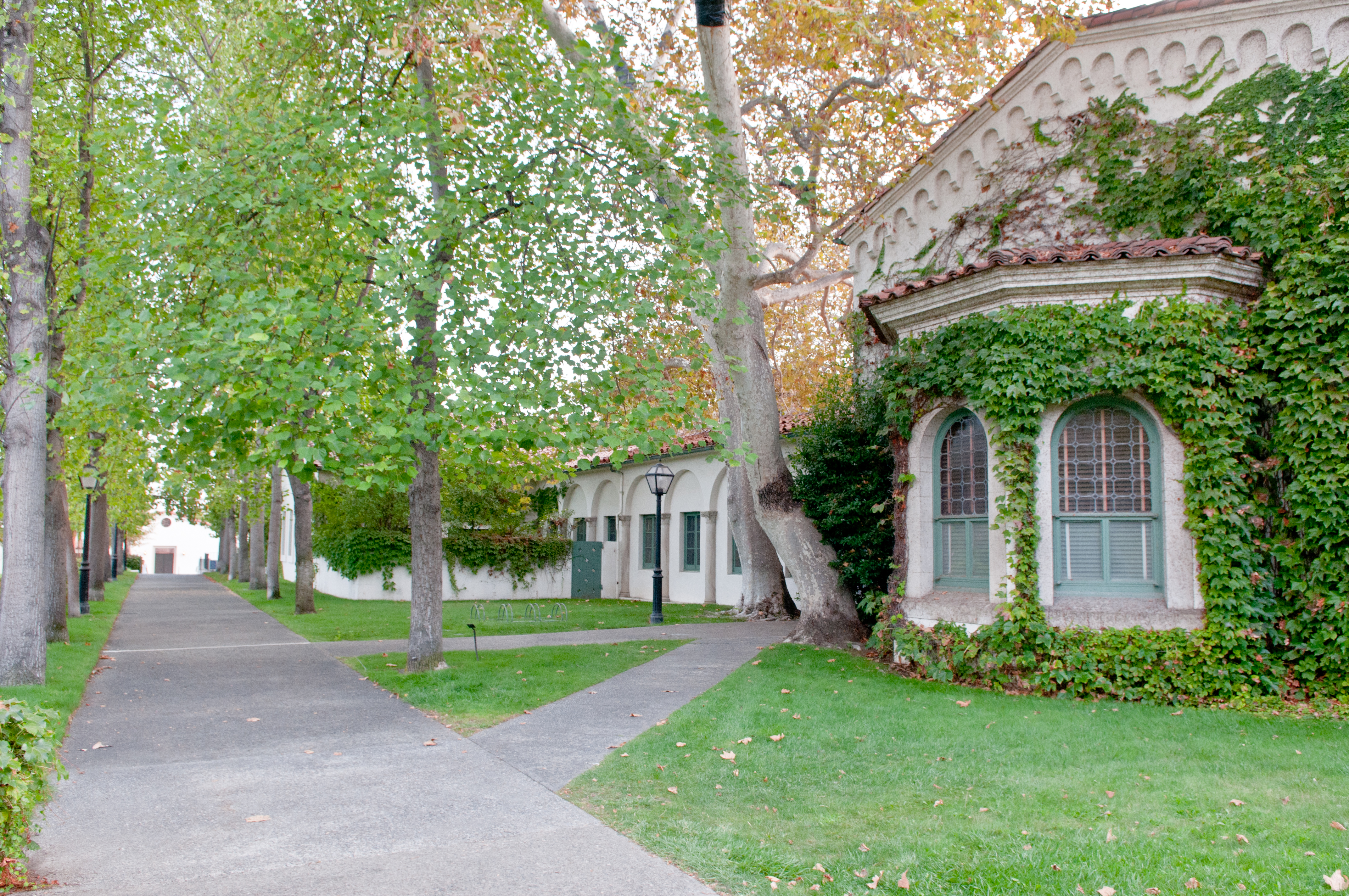
미국 캘리포니아주 클레어몬트에 있는 스크립스 칼리지.

여자대학(女子大學, Women's college 또는 Women's University)은 원칙적으로 여성을 대상으로 한 대학이다. 여성만이 입학할 수 있으며 한국에서는 학교 특성상 학군사관이나 여군 임관을 제외한 나머지는 병역휴학이 없다. 남자를 예외적으로 받는 경우에는 교수와 같은 교직원 임용이나 부설평생교육원이 있다.

## 국가 별 여자대학 목록

### 대한민국
대한민국의 여자대학은 대학 7개교, 전문대학 7개교로 2022년 현재 14개교가 있다. 모두 사립 대학 형태로 설치되어 있다.

## 같이 보기
- 남자대학